# Pūyeh
Pūyeh (persiska: پویه) är en ort i Iran.   Den ligger i provinsen Semnan, i den nordöstra delen av landet, 400 km öster om huvudstaden Teheran. Pūyeh ligger 982 meter över havet och antalet invånare är 246.
Terrängen runt Pūyeh är platt.Runt Pūyeh är det mycket glesbefolkat, med 5 invånare per kvadratkilometer. Närmaste större samhälle är Hūnestān, 7,6 km söder om Pūyeh. Trakten runt Pūyeh är ofruktbar med lite eller ingen växtlighet.